# Pamiers
Pamiers is een Franse stad gelegen in het departement Ariège, regio Occitanie. Deze arrondissementshoofdplaats is gelegen aan de Ariège en telde op 1 januari 2022 16.512 inwoners. Hiermee is het de grootste stad van het departement.

## Geschiedenis
De plaats hing af van de abdij van Saint-Antonin en van de graven van Foix. De abdij van Saint-Antonin werd gesticht in de 10e eeuw. De graven van Foix bouwden een burcht op een heuvel boven de Ariège, de Butte du Castella. Aan de voet van deze heuvel ontwikkelde zich Castrum Appamie. De stad werd bezet tijdens de Albigenzische Kruistochten. In 1229 kreeg Pamiers privilegies van de abt van Montlaur. De dertig raadleden van de stad (zes uit elke wijk) zetelden in het stadhuis, Trentat genaamd, en kozen consuls om de stad te besturen. In 1295 werd het bisdom Pamiers opgericht en Bernard Saisset werd de eerste bisschop. Ook kwamen er verschillende kloosters in de stad van kloosterorden die de katharen bestreden: dominicanen, franciscanen, karmelieten en augustijnen. Tijdens de Honderdjarige Oorlog, halfweg de 14e eeuw, werd de stad beschermd met een stadsmuur.
Pamiers lag in een vruchtbaar landbouwgebied en was een belangrijke regionale marktplaats voor landbouwproducten. In de 13e eeuw kwamen daar handel in wijn en textielnijverheid bij. De stad had een rivierhaven op de Ariège, de Port du Jeu du Mail. Al in de 11e eeuw waren er watermolens op de kanalen in Pamiers.
De stad had erg te lijden onder de Hugenotenoorlogen. Het kasteel van Pamiers werd in de 17e eeuw afgebroken op bevel van kardinaal de Richelieu om de protestanten van de streek mogelijke bolwerken te ontnemen. De kerken van Pamiers werden weer opgebouwd. In 1648 werd een klooster van karmelietessen geopend.
In 1817 kwam er metaalindustrie in Pamiers. De stad groeide door haar industrie en door de komst van de spoorweg in 1861. Er kwam onder andere vliegtuigindustrie: onderdelen van de Airbus A380 worden geproduceerd in Pamiers.

## Bezienswaardigheden
- Kerk Notre-Dame-Du-Camp met voorgevel uit 14de eeuw.
- Kathedraal Saint-Antonin; Pamiers is de zetel van het gelijknamige bisdom.
- Tour des Cordeliers
- Abdij van Cailloup met romaanse kapel

### Afbeeldingen

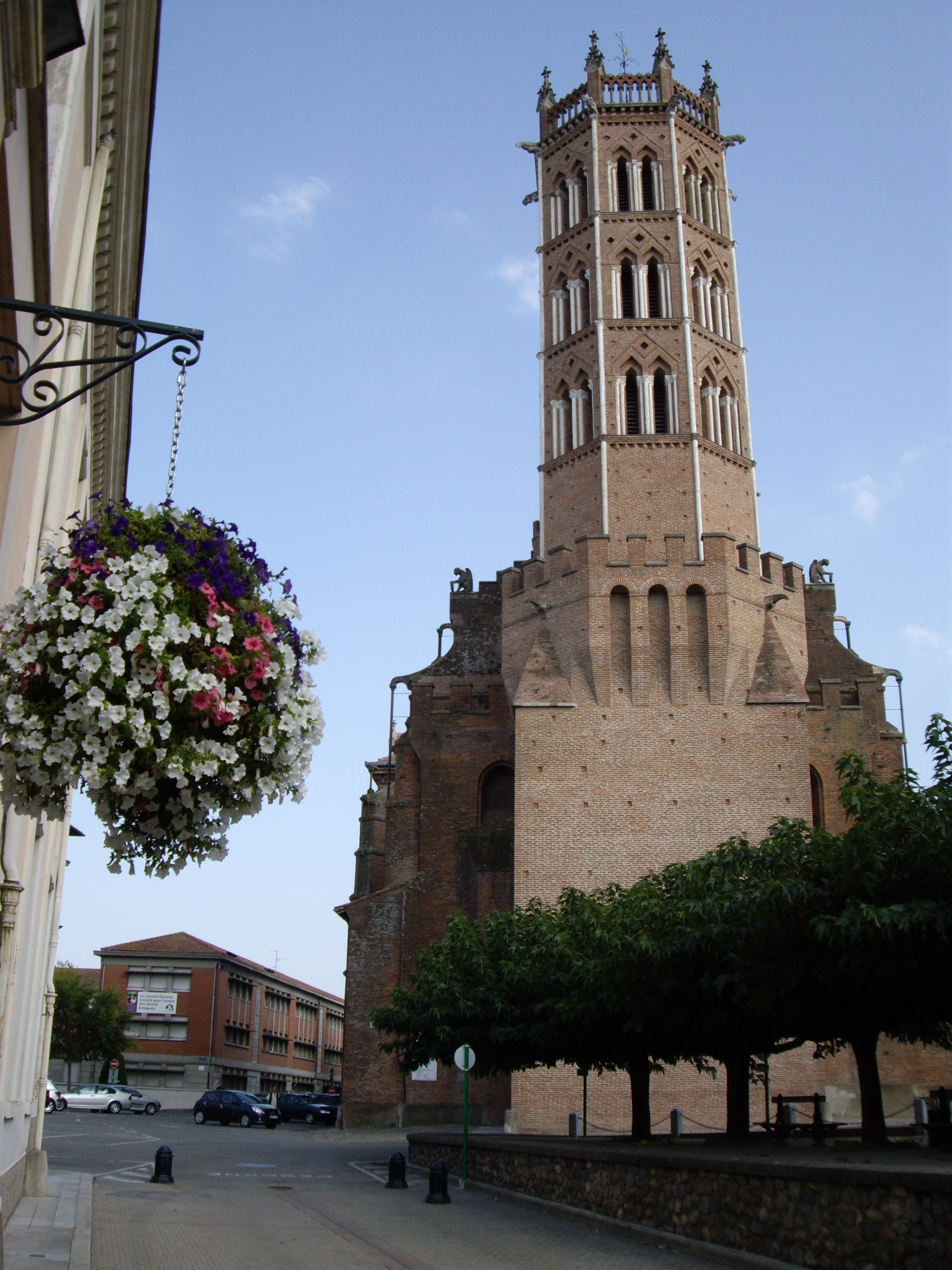
Kathedraal
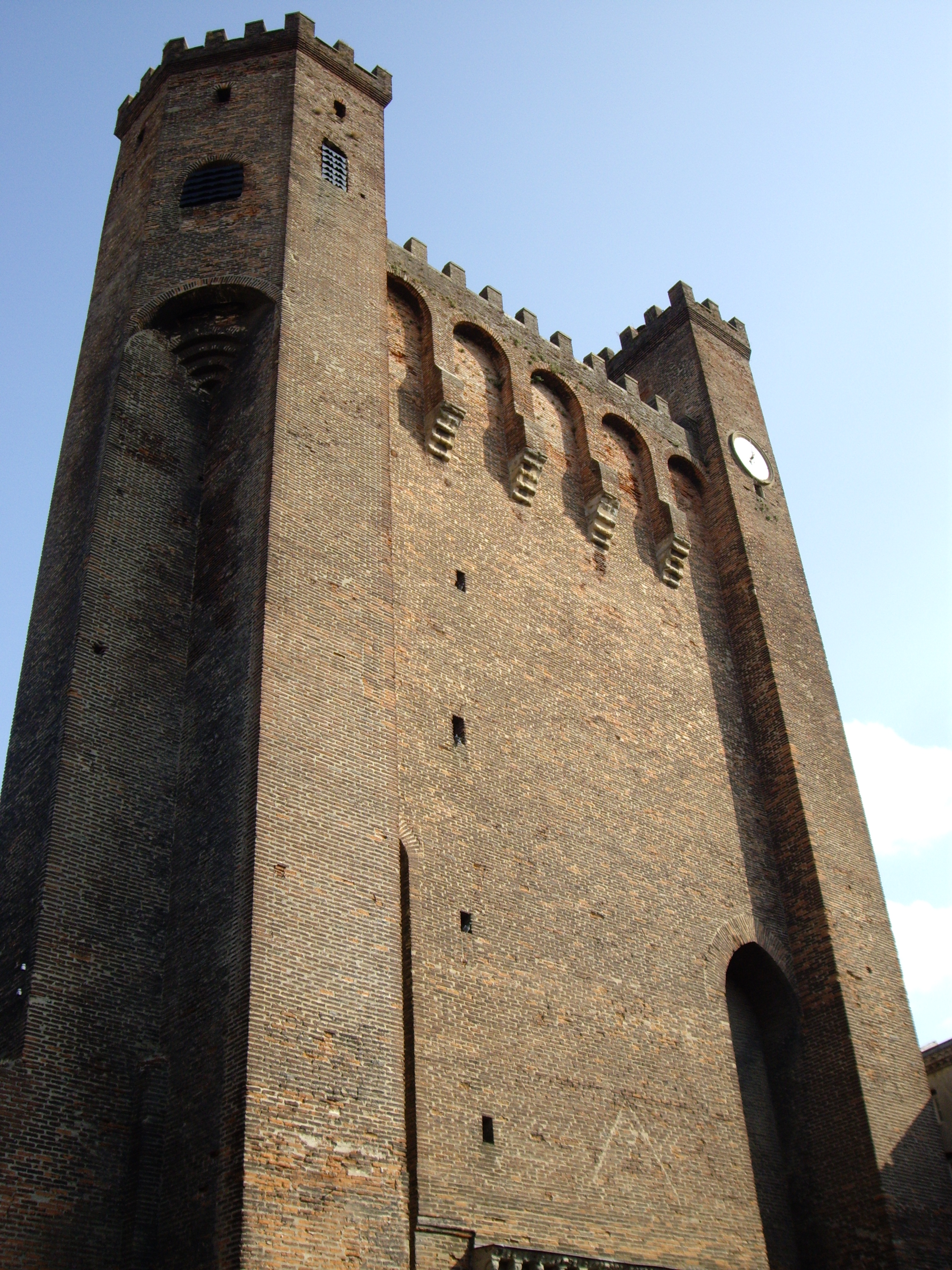
Kerk Notre-Dame-du-Camp
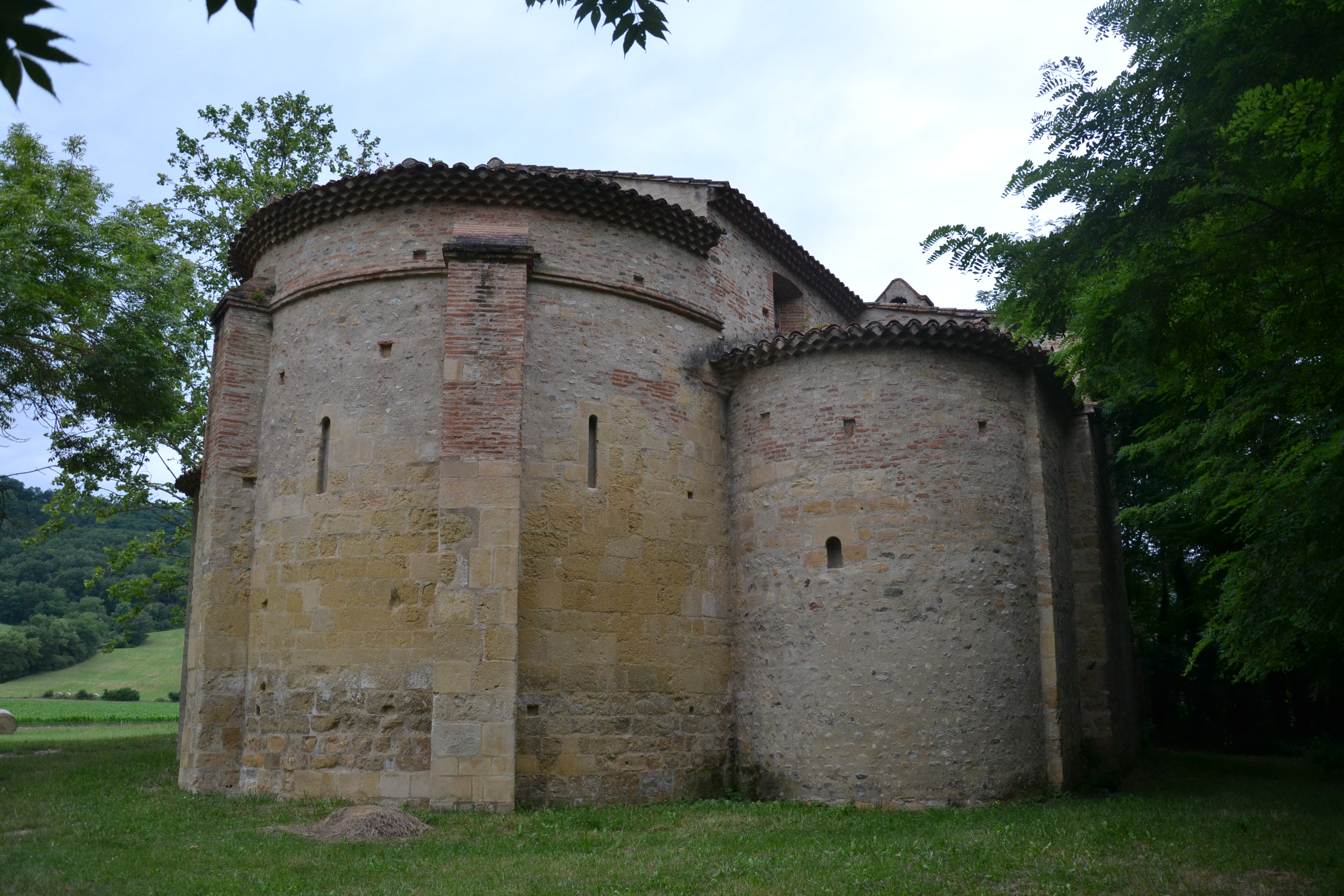
Abdij van Cailloup
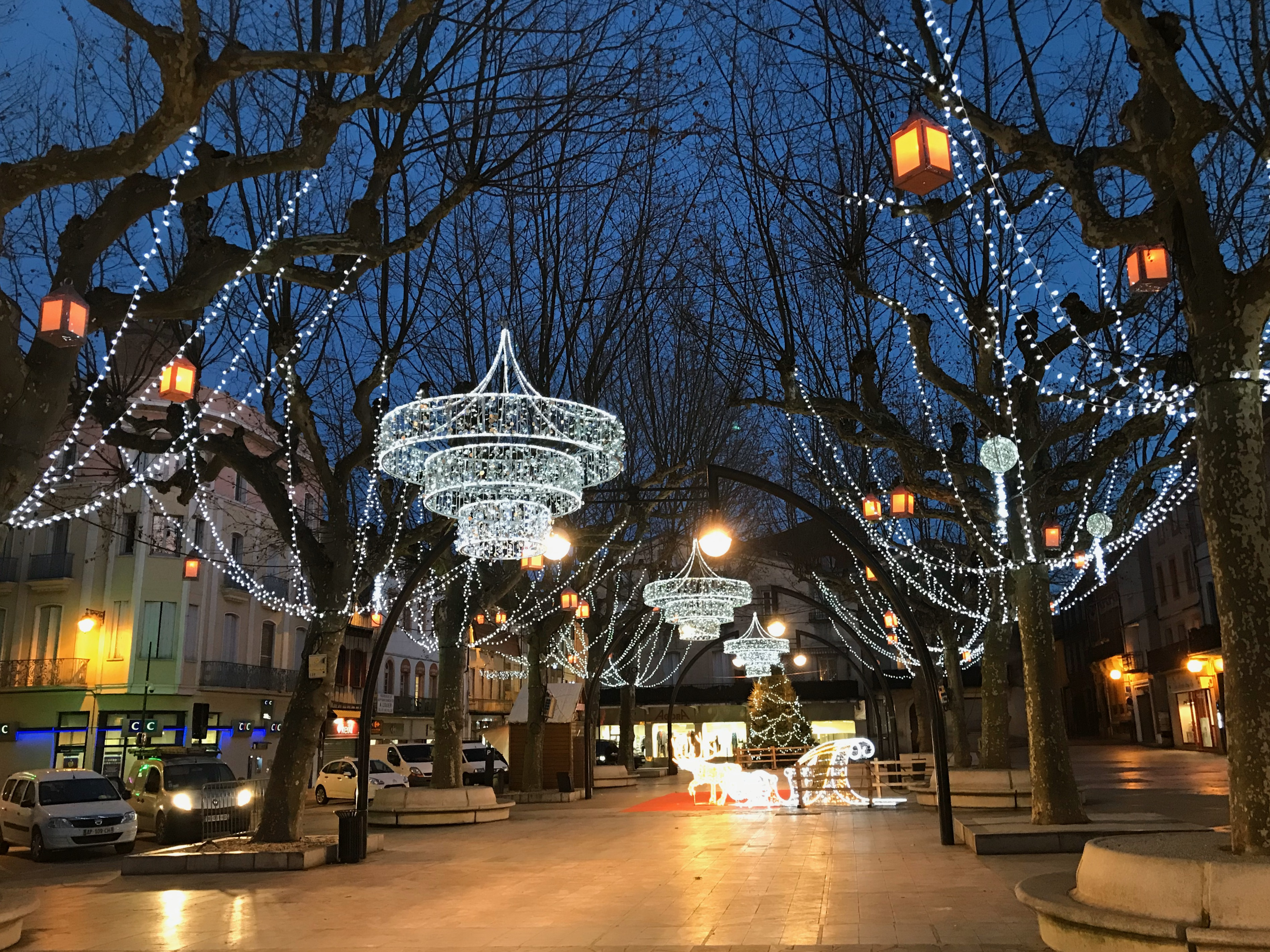
Place de la République
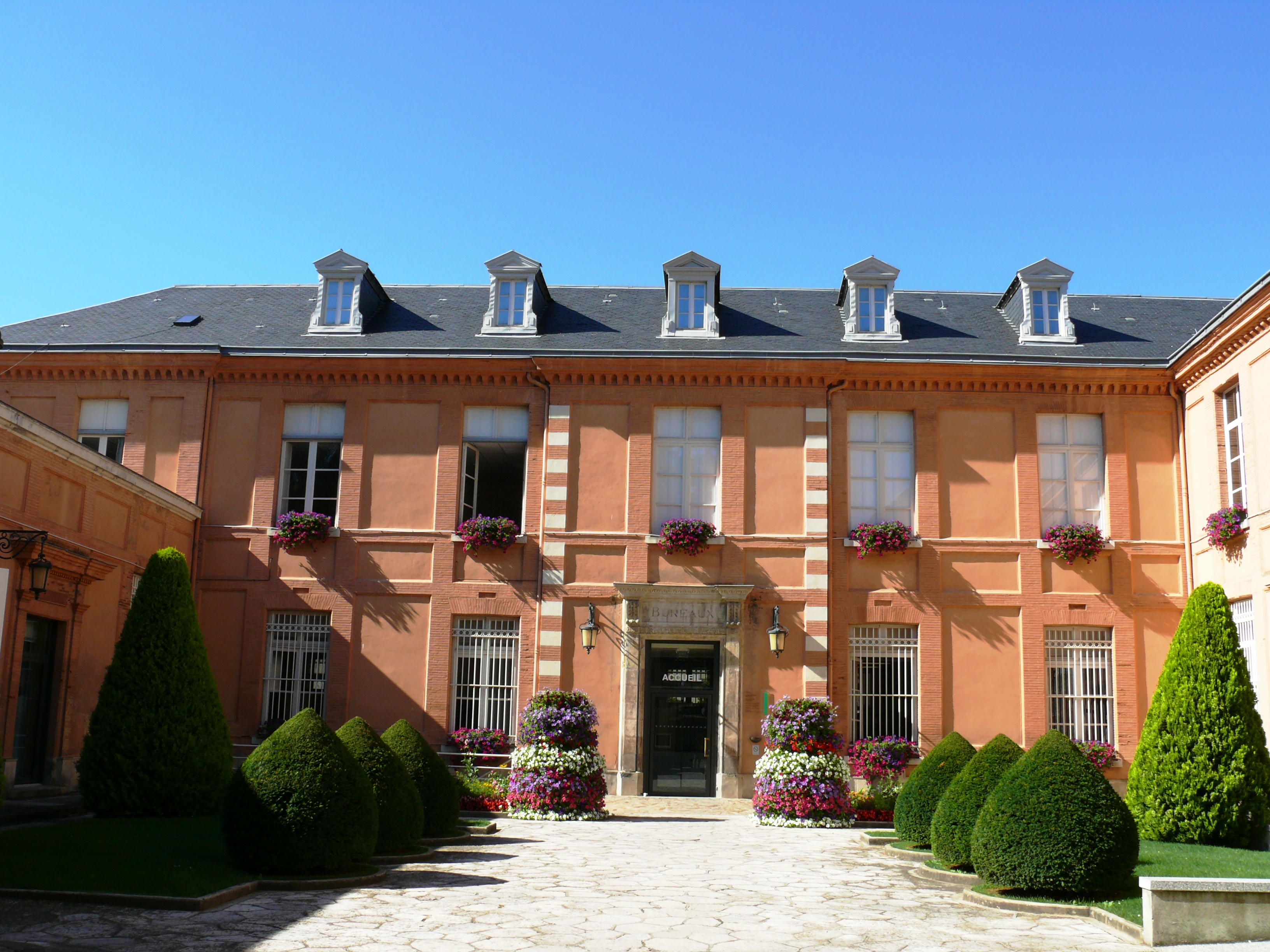
Gemeentehuis
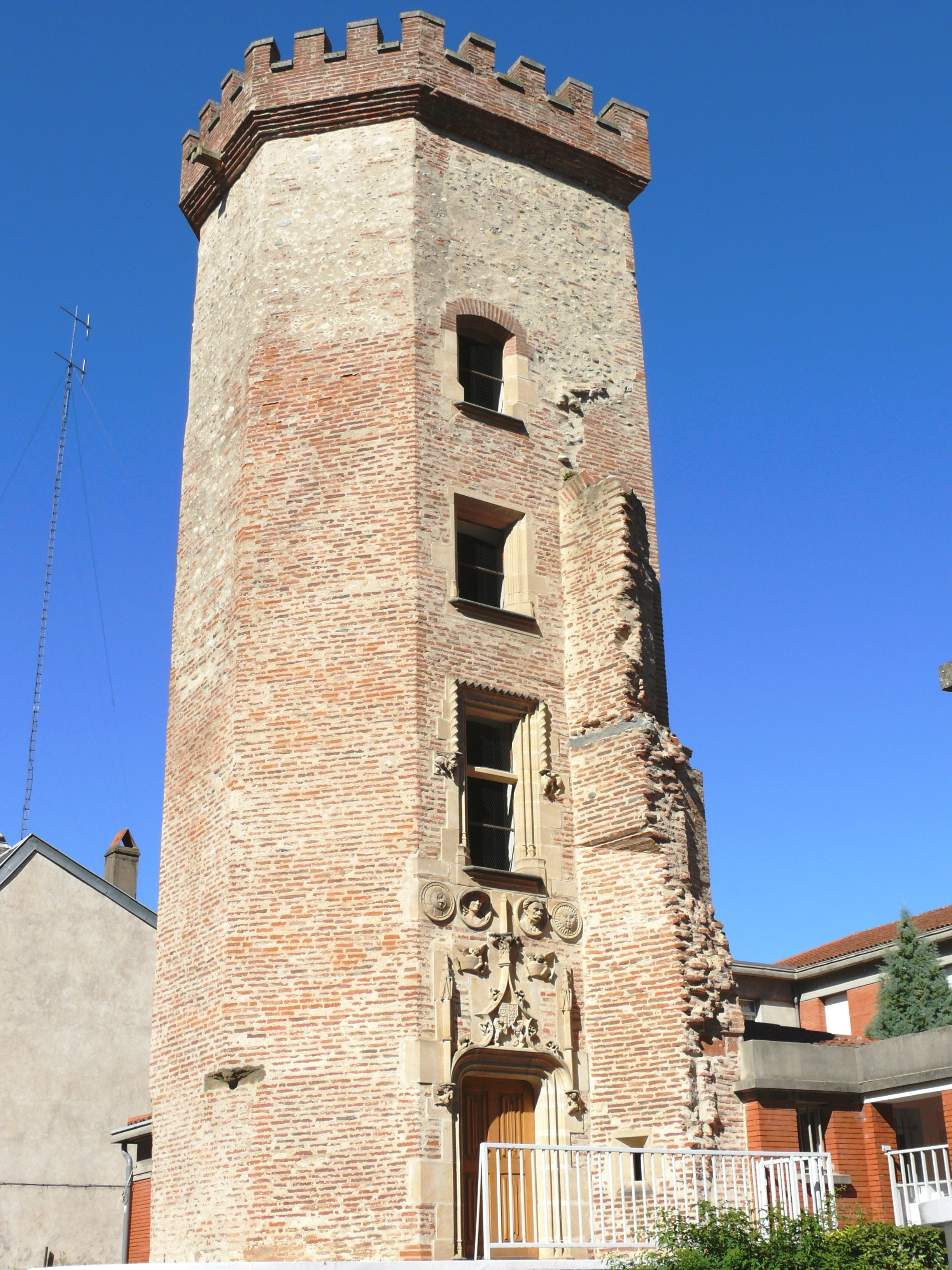
Tour de l'hôtel des Monnaies du Languedoc
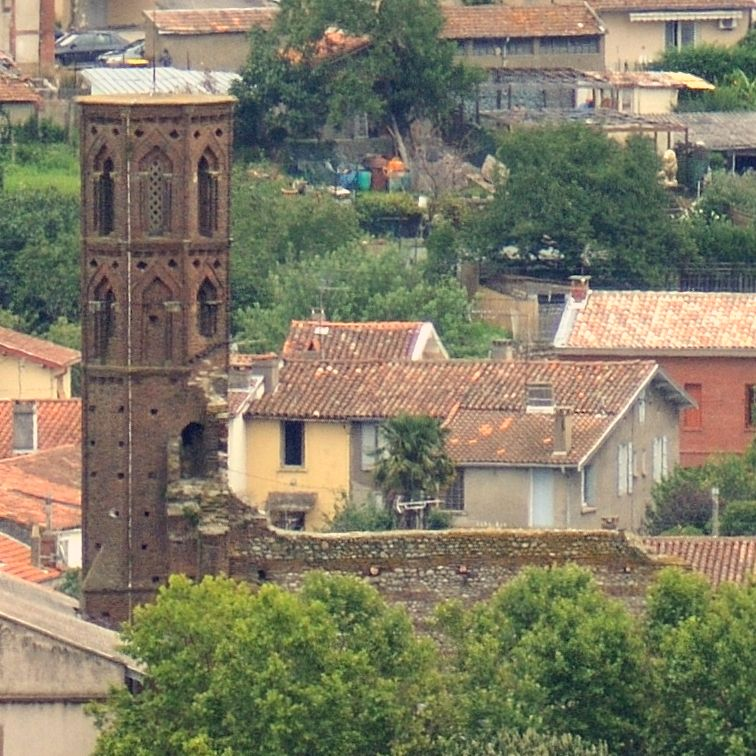
Tour des Cordeliers

## Geografie
De oppervlakte van Pamiers bedroeg op 1 januari 2022 45,85 vierkante kilometer; de bevolkingsdichtheid was toen 360,1 inwoners per km². De Ariège stroomt door de gemeente. Het historisch centrum ligt op de rechteroever van de rivier. De gemeente ligt in de vlakte Plaine de Frédélas.
De onderstaande kaart toont de ligging van Pamiers met de belangrijkste infrastructuur en aangrenzende gemeenten.

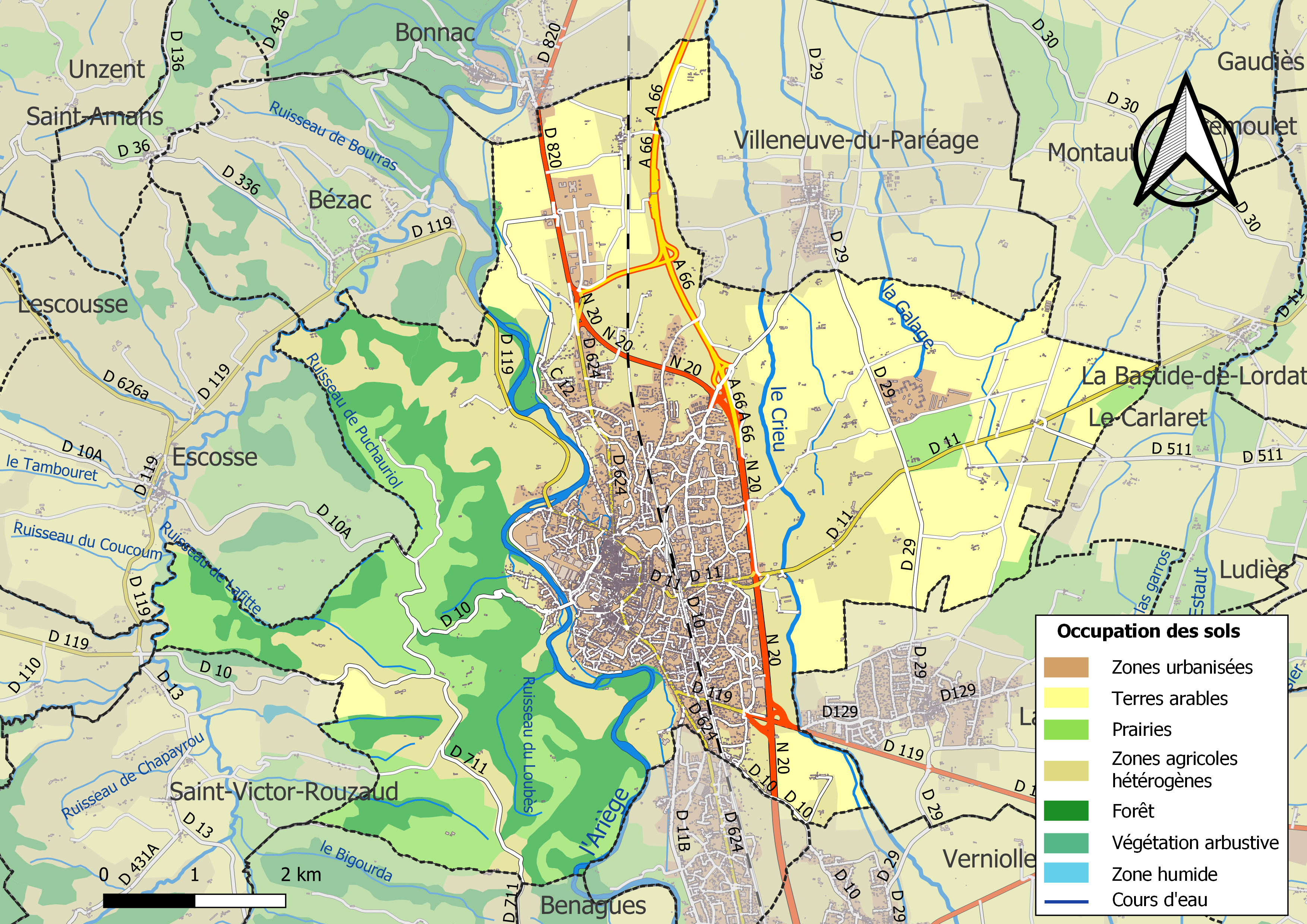

## Verkeer en vervoer

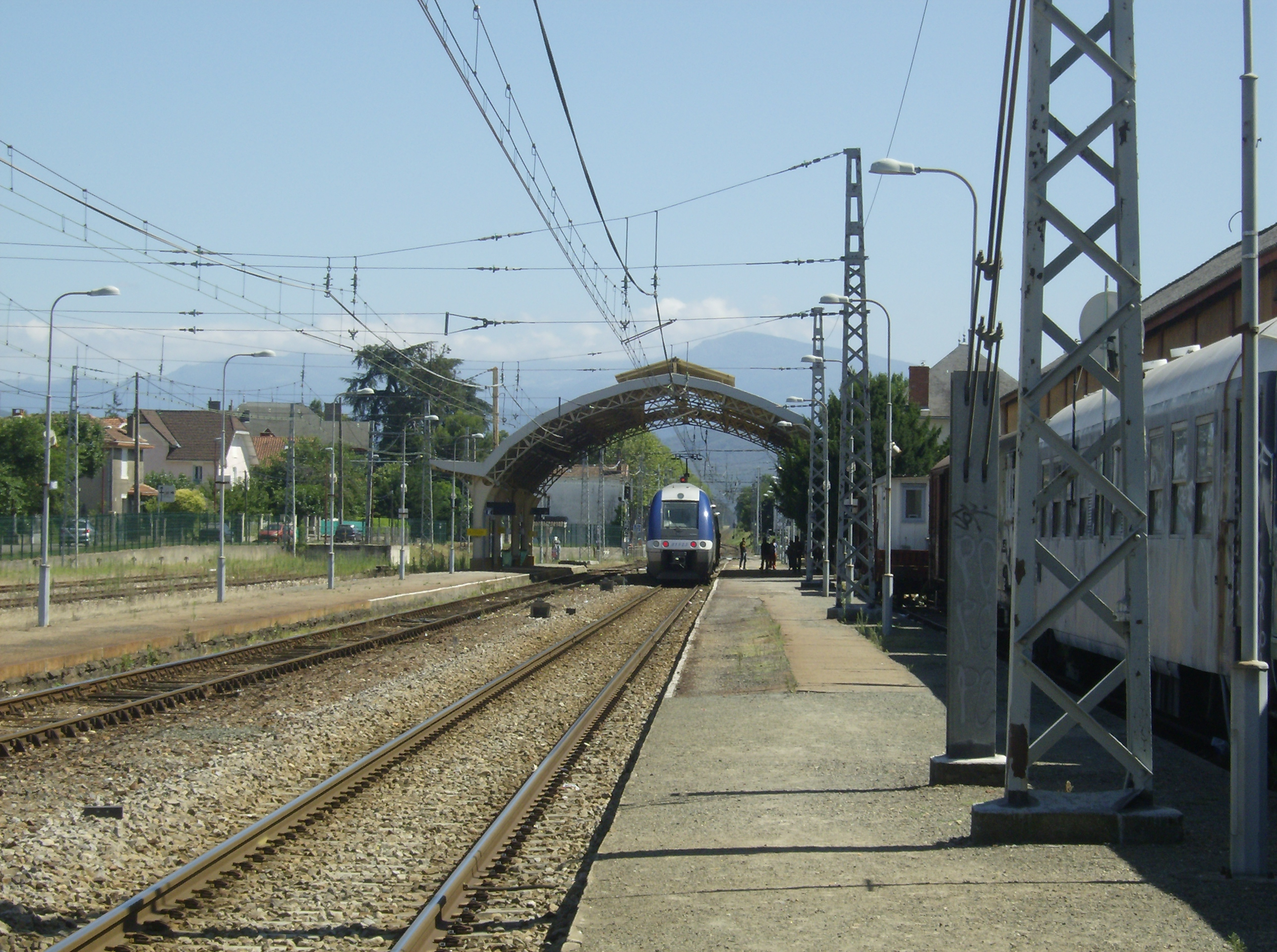
Station

In de gemeente ligt spoorwegstation Pamiers.

## Demografie
Onderstaande figuur toont het verloop van het inwoneraantal van Pamiers vanaf 1962.

Vanwege een beveiligingsprobleem met de MediaWiki Graph-software is het momenteel niet mogelijk deze grafiek weer te geven. Zodra de software is bijgewerkt zal de grafiek vanzelf weer zichtbaar worden.
Bron: Frans bureau voor statistiek. Cijfers inwoneraantal volgens de definitie
 population sans doubles comptes (zie de gehanteerde definities)

## Geboren
- Gabriel Fauré (1845-1924), componist
- Théophile Delcassé (1852-1923), minister
- François Clavairoly (1957), predikant